# Enric de Mecklenburg-Schwerin
Enric de Mecklenburg-Schwerin (Schwerin, 1876 - La Haia, 1934) fou un duc de Gran Ducat de Mecklenburg-Schwerin que fou elevat a la categoria de príncep dels Països Baixos amb el tractament d'altesa reial l'any 1901 amb motiu de les seves noces amb la reina Guillermina I dels Països Baixos.
Nascut a la ciutat de Schwerin, capital del Gran Ducat de Mecklenburg-Schwerin, el dia 19 d'abril de 1876. Era fill del gran duc Frederic Francesc II de Mecklenburg-Schwerin i de la princesa Maria de Schwarzburg-Rudolstadt. Alhora era net per via paterna del gran duc Pau Frederic I de Mecklenburg-Schwerin i de la princesa Alexandrina de Prússia.
Educat a la conservadora cort de Schwerin, era germà de la gran duquessa Maria de Mecklenburg-Schwerin i oncle de la reina Alexandrina de Dinamarca i de la princesa hereva Cecília de Prússia.
Casat el dia 7 de febrer de 1901 amb la reina Guillermina I dels Països Baixos, la seva fou una unió dinàstica, lluny d'un enamorament, la qual cosa provocà un matrimoni completament buit de felicitat. La parella tingué una única filla: SM la reina Juliana I dels Països Baixos, nada a La Haia el 1909 i morta al Palau de Soestdijk el 2004. Es casà l'any 1937 amb el príncep Bernat de Lippe-Biesterfeld.
Malgrat que les aparicions de la parella fossin constants sempre que ho requerís el protocol, la parella visqué pràcticament separada des del primer moment la qual cosa explica el fet que triguessin tants anys a produir un hereu.
Sembla evident que el duc Enric pressionà fortament a la seva muller perquè acceptés en territori holandès al kàiser Guillem II de Prússia i el seu fill, el príncep hereu Guillem de Prússia, casat amb una seva neboda, després de l'abdicació firmada el novembre de 1918. La residència del kàiser s'establiria a Haus Doorn.
Enric realitzà una carrera militar a l'exèrcit holandès assolint el grau de general. El duc Enric morí el dia 3 de juliol de 1934 a la ciutat de La Haia a l'edat de 58 anys. La seva muller li sobreviuria fins a l'any 1962.